# Initiative populaire « 6 semaines de vacances pour tous »
L'initiative populaire « 6 semaines de vacances pour tous » est une initiative populaire suisse, refusée par le peuple et les cantons le 12 mars 2012.

## Contenu
L'initiative propose de modifier l'article 110 de la Constitution fédérale pour indiquer que « 4 Tous les travailleurs ont droit à des vacances payées de six semaines par an au minimum ».
Le texte complet de l'initiative peut être consulté sur le site de la Chancellerie fédérale.

## Déroulement

### Contexte historique
Au niveau fédéral, la première norme sur les vacances des travailleurs date du 13 mars 1964, lorsque la loi sur le travail entre en vigueur. Le code des obligations fixe alors un minimum de 2 semaines de vacances par an (3 semaines pour les moins de 19 ans), avec la possibilité laissée aux cantons d'ajouter une semaine supplémentaire ; cette possibilité est alors utilisée par tous les cantons à l'exception de celui d'Obwald.
Cette situation est attaquée à de nombreuses reprises, en particulier par une initiative populaire « Extension de la durée des vacances payées » lancée par le Parti socialiste suisse en 1976 et refusée en votation le 10 mars 1985. Lors de la discussion sur cette initiative qui demandait l'introduction de quatre semaines de vacances pour tous et de cinq semaines pour les jeunes, un contre-projet indirect est approuvé pour porter à quatre le nombre minimum de semaines de vacances accordées aux travailleurs.

### Récolte des signatures et dépôt de l'initiative
La récolte par le syndicat Travail.Suisse des 100 000 signatures nécessaires a débuté le 15 janvier 2008. Le 26 juin 2009, l'initiative a été déposée à la chancellerie fédérale qui l'a déclarée valide le 14 juillet.

### Discussions et recommandations des autorités
Le Conseil fédéral et le parlement recommandent tous deux le rejet de cette initiative. Dans son message aux Chambres fédérales, le Conseil fédéral justifie sa position en mettant en avant l'efficacité de la législation en cours qui « offre aux parties contractantes [..] une marge de manœuvre suffisante pour proposer des solutions plus généreuses en matière de vacances [..], mais aussi pour associer sous une autre forme les travailleurs aux gains de productivité ». Il relève également que la Suisse, dans ce domaine, propose des conditions équivalentes aux pays étrangers, « surtout si, en plus de la durée légale des vacances, l’on considère aussi les jours fériés et les modalités applicables en Suisse à la prise des vacances ».
Les recommandations de vote des partis politiques sont les suivantes : 
| Parti politique              | Recommandation |
| ---------------------------- | -------------- |
| Parti bourgeois-démocratique | non            |
| Parti chrétien-social        | oui            |
| Parti démocrate-chrétien     | non            |
| Parti socialiste             | oui            |
| Vert'libéraux                | non            |
| Les Libéraux-Radicaux        | non            |
| Union démocratique du centre | non            |
| Les Verts                    | oui            |

### Votation
Soumise à la votation le 11 mars 2012, l'initiative est refusée par la totalité des 20 6/2 cantons et par 66,5 % des suffrages exprimés. Le tableau ci-dessous détaille les résultats par cantons pour ce vote :